# Cem Can
Cem Can (* 1. April 1981 in Ankara) ist ein türkischer Fußballspieler.

## Karriere
Cem Can spielte in seiner Karriere für: Bugsaşspor, Ankara Demirspor, İstanbulspor, Sivasspor, MKE Ankaragücü.
Seit der Verpflichtung von Thomas Doll als Trainer bei Gençlerbirliği Ankara ist Cem Can Stammspieler im Mittelfeld.
Zum Sommer 2013 folgte er seinem Trainer Fuat Çapa und wechselte zum Erstliganeuling Kayseri Erciyesspor. Nachdem er die erste Saison für Erciyesspor durchgängig alle Ligaspiele absolviert hatte, wurde er in der Hinrunde seiner zweiten Saison nur sporadisch eingesetzt. In der Wintertransferperiode 2014/15 wechselte er innerhalb der Stadt zum Partnerverein und Zweitligisten Kayserispor.

## Trivia
- Cem Cans Familie kommt ursprünglich aus der Provinz Kırşehir. Um das zu verdeutlichen, trägt er, wenn möglich, immer die Trikotnummer 40. Die 40 ist das Kfz-Kennzeichen der Provinz Kırşehir. In der Türkei werden die Kfz-Kennzeichen der einzelnen Provinzen nach alphabetischer Ordnung durchnummeriert.